# Cuchillo de carne

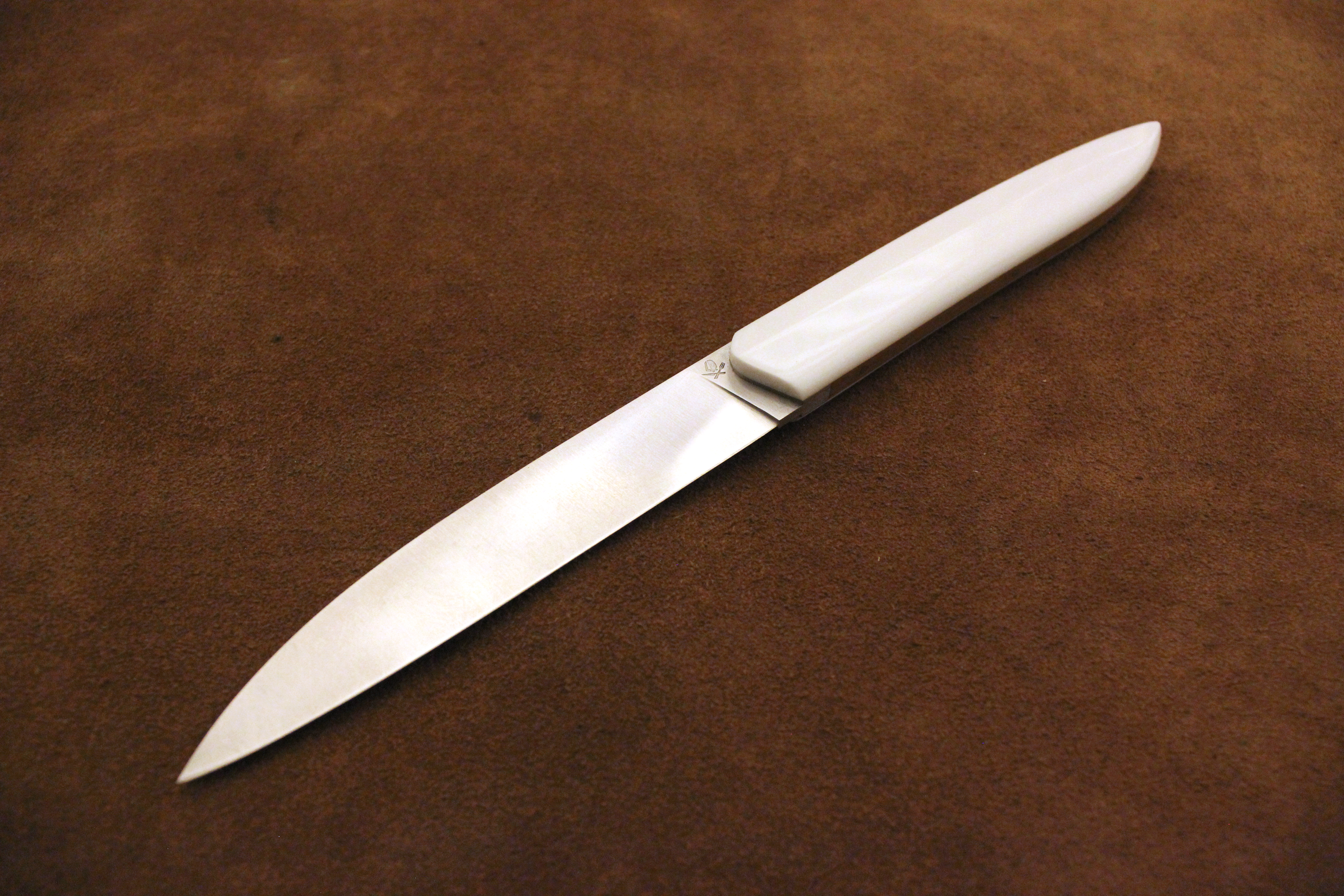
Un cuchillo para carne.

El cuchillo de carne es un cuchillo que se pone en la mesa como parte de la cubertería específica para cortar carnes. Se considera un cuchillo bastante más afilado que el cuchillo de mesa habitual. Tiene por regla general una punta afilada y en algunas ocasiones su parte afilada tiene dientes de sierra (cuchillo de filete). 

## Historia
En la Edad Media el cuchillo de carne no existía en la cubertería ya que se consideraba que cada comensal llevaba consigo en todo momento el propio cuchillo en el cinto, y durante la comida era puesto en la mesa. Sólo se colocaba la cuchara para las sopa o cocidos. No fue hasta el siglo XVII en el que se consideraba un gesto de cortesía del anfitrión ofrecer un cuchillo a los invitados.